# Martin Lang (triatleta)
Martin Lang es un deportista alemán que compitió en triatlón. Ganó una medalla de plata en el Campeonato Mundial de Triatlón de Invierno de 2001, y una medalla de plata en el Campeonato Europeo de Triatlón de Invierno de 2000.

## Palmarés internacional
| Campeonato Mundial | Campeonato Mundial    | Campeonato Mundial | Campeonato Mundial |
| Año                | Lugar                 | Medalla            | Prueba             |
| ------------------ | --------------------- | ------------------ | ------------------ |
| 2001               | Lenzerheide (Suiza)   | Medalla de plata   | Individual         |
| Campeonato Europeo |                       |                    |                    |
| Año                | Lugar                 | Medalla            | Prueba             |
| 2000               | Donovaly (Eslovaquia) | Medalla de plata   | Individual         |